# Opération Tiderace
Théâtre d'Asie du Sud-Est de la Guerre du Pacifique
Batailles
Batailles et opérations de la guerre du Pacifique

Japon :
- Raid de Doolittle
- Bombardements stratégiques sur le Japon (Tokyo
- Yokosuka
- Kure
- Hiroshima et Nagasaki)
- Raids aériens japonais des îles Mariannes
- Campagne des archipels Ogasawara et Ryūkyū
- Opération Famine
- Bombardements navals alliés sur le Japon
- Baie de Sagami
- Invasion de Sakhaline
- Invasion des îles Kouriles
- Opération Downfall
- Reddition du Japon

Pacifique central :
- Pearl Harbor
- Guam (1941)
- Wake
- Raid sur les îles Gilbert et Marshall
- Opération K
- Midway
- Opération RY
- Campagne des îles Gilbert et Marshall
- Campagne des îles Mariannes et Palaos
- Campagne des archipels Ogasawara et Ryūkyū
- Opération Inmate

Pacifique du sud-ouest :
- Nauru
- Invasion des Philippines (1941-42)
- Invasion des Indes orientales néerlandaises
- Opérations de l'Axe dans les eaux australiennes
- Raids aériens japonais sur l'Australie (1942-43)
- Opération Ke
- Campagne des îles Salomon
- Campagne de Nouvelle-Guinée
- Campagne des Philippines
- Campagne de Bornéo (1945)

Asie du sud-est :
- Invasion de l'Indochine (1940)
- Océan Indien (1940-45)
- Guerre franco-thaïlandaise
- Invasion de la Thaïlande
- Campagne de Malaisie
- Hong Kong
- Singapour
- Campagne de Birmanie
- Opération Kita
- Indochine (1945)
- Détroit de Malacca
- Opération Jurist
- Opération Tiderace
- Opération Zipper
- Bombardements stratégiques (1944-45)

Guerre sino-japonaise
Front d'Europe de l’Ouest
Front d'Europe de l’Est
Bataille de l'Atlantique
Campagnes d'Afrique, du Moyen-Orient et de Méditerranée
Théâtre américain
L'opération Tiderace est le nom de code du plan britannique pour la reprise de Singapour après la capitulation japonaise en 1945. La force de libération était dirigée par Lord Louis Mountbatten, commandant suprême allié du South East Asia Command (SEAC). L'opération a été lancé en coordination avec l'opération Zipper, qui projetait la libération de la Malaisie.

## Contexte
Avec l'invasion soviétique de la Mandchourie et une invasion américaine planifiée du Japon, le SEAC élaborait également des plans en vue d'envahir la Malaisie, baptisé opération Zipper. Disposant de plus de 100 000 fantassins alliés, le plan était de capturer Port Swettenham et Port Dickson, impliquant également une frappe aérienne de plus de 500 avions de la Royal Air Force. L'assaut était prévu pour le 9 septembre 1945, mais a été annulé après la reddition du Japon le 15 août 1945. Une fois la zone sécurisé, les Alliés auraient lancé l'opération Mailfist, au cours de laquelle les forces terrestres devaient avancer vers le sud à travers la Malaisie et ainsi libérer Singapour. L'opération Mailfist aurait dû commencer en décembre 1945 et s'achever en mars 1946.
L'opération Tiderace était prévue peu après les bombardements atomiques d'Hiroshima et de Nagasaki les 6 et 9 août. Des plans d’urgence ont été mis en place en vue de l’occupation rapide de Singapour si le Japon choisisait d’accepter les termes de la déclaration de Potsdam du 26 juillet.
Bien que l'opération Zipper ait été exécutée plus tôt que prévu (et à une échelle beaucoup plus restreinte), une partie de ses effectifs d'origine ont rapidement été transféré à l'opération Tiderace. Le convoi se composait d'environ 90 navires, qui comprenait deux cuirassés, le HMS Nelson et le cuirassé français Richelieu. Le croiseur lourd HMS Sussex servit de navire amiral. Le HMAS Hawkesbury était le seul navire de guerre australien lors de la reddition japonaise, escortant le transport de rapatriement Duntroon. Une petite force navale britannique a été chargée de libérer Penang dans le cadre de l'opération Jurist, une composante de l'opération globale Zipper.
Sept porte-avions d'escorte faisaient partie du convoi : HMS Ameer, HMS Attacker, HMS Emperor, HMS Empress, HMS Hunter, HMS Khedive et HMS Stalker.
La flotte navale japonaise à Singapour se composait du destroyer Kamikaze et de deux croiseurs, les Myōkō et Takao, utilisés comme batteries anti-aériennes flottantes après avoir été grandement endommagés. Deux ex-U-boot allemands, I-501 et I-502, étaient également à Singapour, amarrés à la base navale de la ville. La force aérienne en Malaisie et à Sumatra était estimée à un peu plus de 170 avions.

## Retour à Singapour

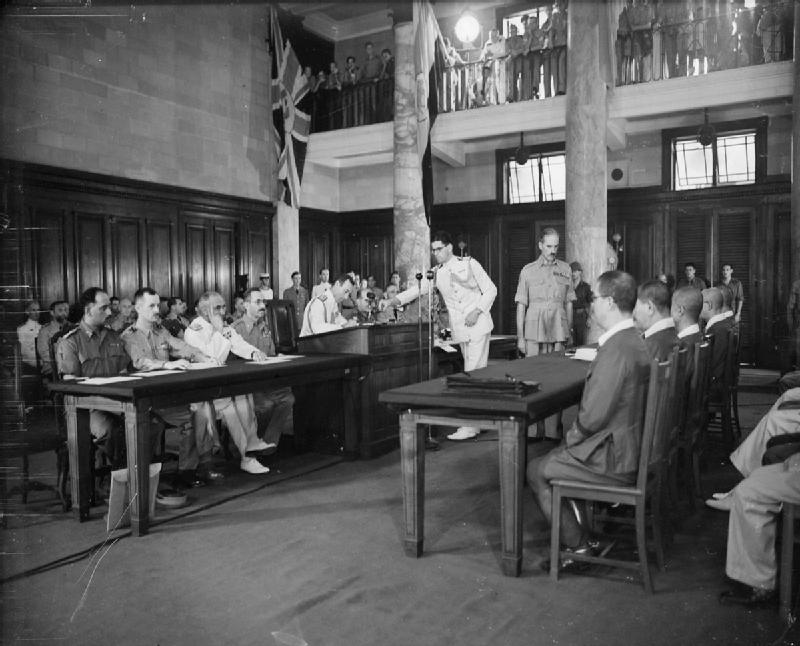
L'amiral Lord Louis Mountbatten signe l'acceptation de la capitulation japonaise pour le Royaume-Uni. Le brigadier Thimayya (futur chef d'état-major de l'armée indienne) est visible à l'extrême gauche de la table alliée représentant les forces indiennes (12 septembre 1945).

L'opération Tiderace débute lorsque Mountbatten ordonne aux troupes alliées de quitter Trinquemalay et Rangoun le 31 août pour Singapour. La flotte n'était pas armée d'armes offensives car Mountbatten estima que les Japonais présents en Malaisie et à Singapour se rendraient sans combattre : en effet le 20 août, le général Seishirō Itagaki, commandant à Singapour, fit savoir à Mountbatten qu'il se conformerait à la décision de son empereur et était prêt à recevoir des instructions pour la reddition japonaise de Singapour.
La défaite du Japon avait surpris le commandement japonais à Singapour. Beaucoup n'étaient pas disposés à se rendre et avaient juré de se battre jusqu'à la mort. Itagaki avait initialement hésité à se rendre en ordonnant à la 25e armée de résister à l'arrivée des Alliés. Un plan fut même élaboré pour liquider tous les prisonniers de guerre alliés présents sur l'île. Cependant, trois jours après l'annonce de l'empereur le 15 août, Itagaki voyagea de Singapour à Saïgon pour s'entretenir avec son chef le maréchal comte Terauchi, commandant de l'armée du sud japonaise et de toutes les forces en Asie du Sud-Est. Terauchi l'emporta sur Itagaki qui envoya alors son signal à Mountbatten. Les journaux de Singapour ont finalement été autorisés à diffuser le texte du discours de l'empereur, confirmant ce que beaucoup savaient déjà en écoutant les émissions de All India Radio de Delhi sur des radios à ondes courtes interdites.
Les Alliés atteignent la Malaisie le 28 août, avec une petite partie de la flotte envoyée pour reprendre Penang dans le cadre de l'opération Jurist. Le 30 août 1945, un vol de 9 Catalina de la RAAF atterrissent à Singapour avec des fournitures médicales et des documents personnels en vue de la reddition du Japon et de la libération des milliers de prisonniers de guerre sur l'île. À la reddition (sans résistance) des troupes de Penang dans le cadre de l'opération Jurist, la flotte alliée appareille pour Singapour le 2 septembre, en passant par l'entrée sud du détroit de Malacca. La flotte l'atteint le 4 septembre 1945, sans rencontrer d'opposition. Cependant, le cuirassé français Richelieu heurte une mine magnétique à 07 h 44 le 9 septembre en passant le détroit de Malacca, y arrivant tant bien que mal vers 12 h 00 le 11 septembre.
Le général Itagaki, accompagné du vice-amiral Shigeru Fukudome et de ses collaborateurs, est amené à bord du HMS Sussex à Keppel Harbour (en) afin de discuter de la reddition. Ils sont reçus par le lieutenant général Sir Philip Christison et le major général Robert Mansergh. Une rencontre tendue débuta lorsqu'un officier japonais aurait blâmer : « Vous avez deux heures de retard », accueilli par la réponse : « Nous ne gardons pas l'heure de Tokyo ici. » À 18 heures, les Japonais avaient rendu leurs forces sur l'île. Selon les estimations, 77 000 soldats japonais de Singapour ont été capturés et plus de 26 000 autres de Malaisie.
La reddition officielle a été finalisée le 12 septembre à l'hôtel de ville de Singapour. Lord Louis Mountbatten, commandant suprême allié du South East Asia Command (SEAC), vint à Singapour pour recevoir la reddition officielle des forces japonaises du théâtre d'Asie du Sud-Est du général Itagaki, au nom du maréchal Hisaichi Terauchi, commandant du groupe d'armées expéditionnaire japonais du Sud qui avait subi un accident vasculaire cérébral plus tôt dans l'année. Une administration militaire britannique a été formée pour gouverner l'île jusqu'en mars 1946. Itagaki partit pour le Japon peu de temps après pour être jugé et exécuté en tant que criminel de guerre.

## Réaction japonaise à la reddition
Itagaki avait rencontré ses généraux et ses cadres supérieurs à son QG de l'ancienne université nationale de Singapour de Bukit Timah et avait dit à ses hommes qu'ils devraient obéir aux instructions de reddition et maintenir la paix. Cette nuit-là, plus de 300 officiers et soldats se sont faits hara-kiri dans l'Hôtel Raffles après un dernier saké. Plus tard, un peloton japonais se suicida tous ensemble en utilisant des grenades.
Environ 200 soldats japonais ont décidé de rejoindre les guérilleros communistes qu'ils combattaient quelques jours auparavant dans le but de poursuivre la lutte contre les Britanniques. Mais ils sont rapidement revenus dans leurs unités lorsqu'ils ont découvert que le Malayan Peoples' Anti-Japanese Army (MPAJA), qui était financé par le Parti communiste malais, n'avait pas l'intention de combattre les Britanniques de retour.
Néanmoins, certains sont restés cachés dans la jungle avec les communistes, et lorsque Chin Peng (en) et les restes du Parti communiste malais ont mis fin à leur lutte en 1989, deux anciens soldats japonais ont émergé de la jungle avec les communistes et se sont rendus.

## Galerie de photos

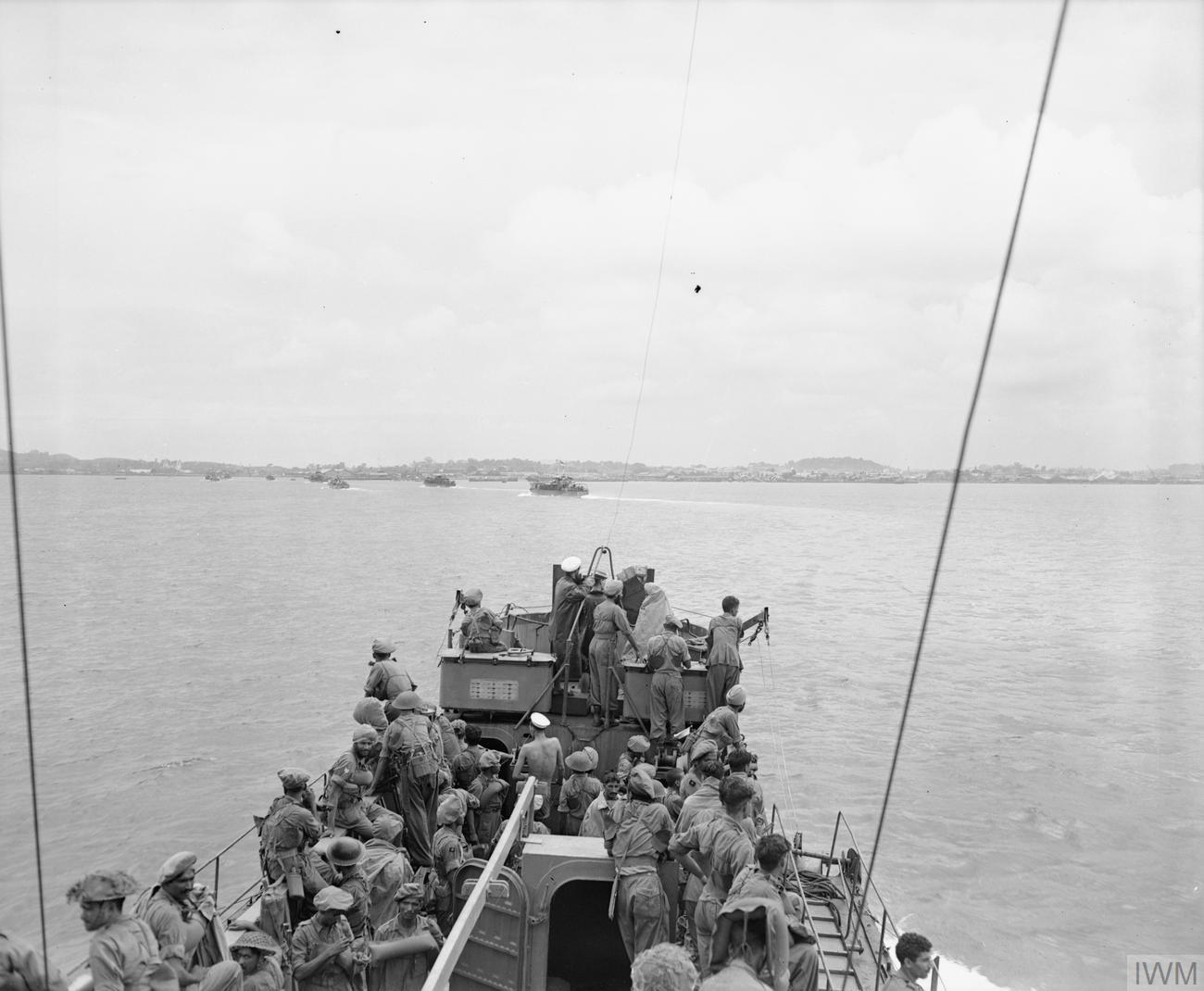
Un convoi de péniches de débarquement transportant des troupes indiennes entrant dans la baie de Singapour, 1945.
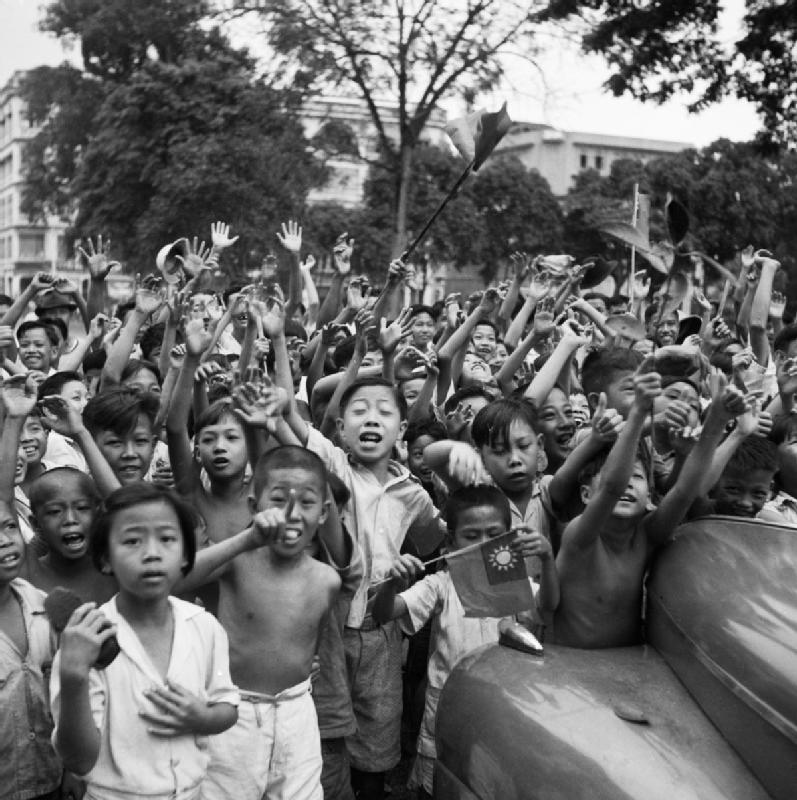
Des enfants de Singapour applaudissent l'arrivée de la 5e division indienne, 5 septembre 1945.
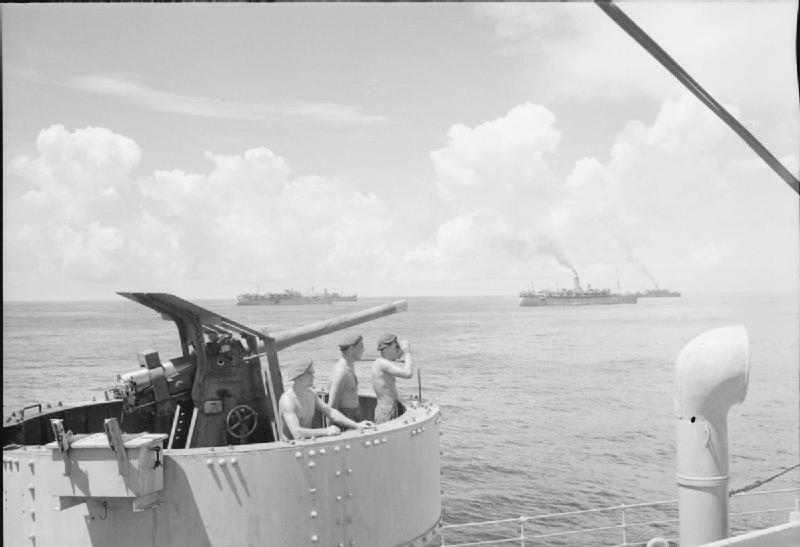
Navires du convoi d'occupation en route vers Singapour, août 1945.
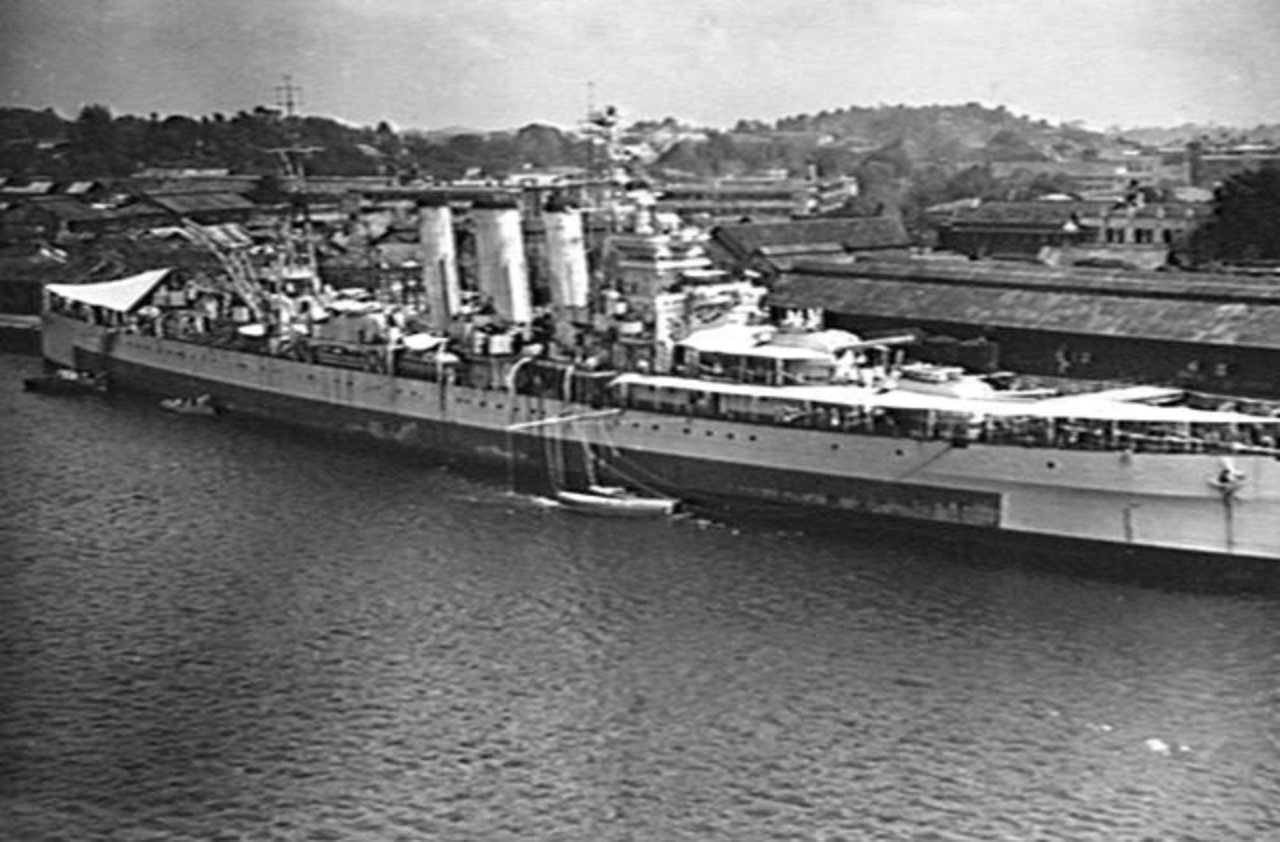
HMS Sussex accostant à Singapour, 12 septembre 1945.
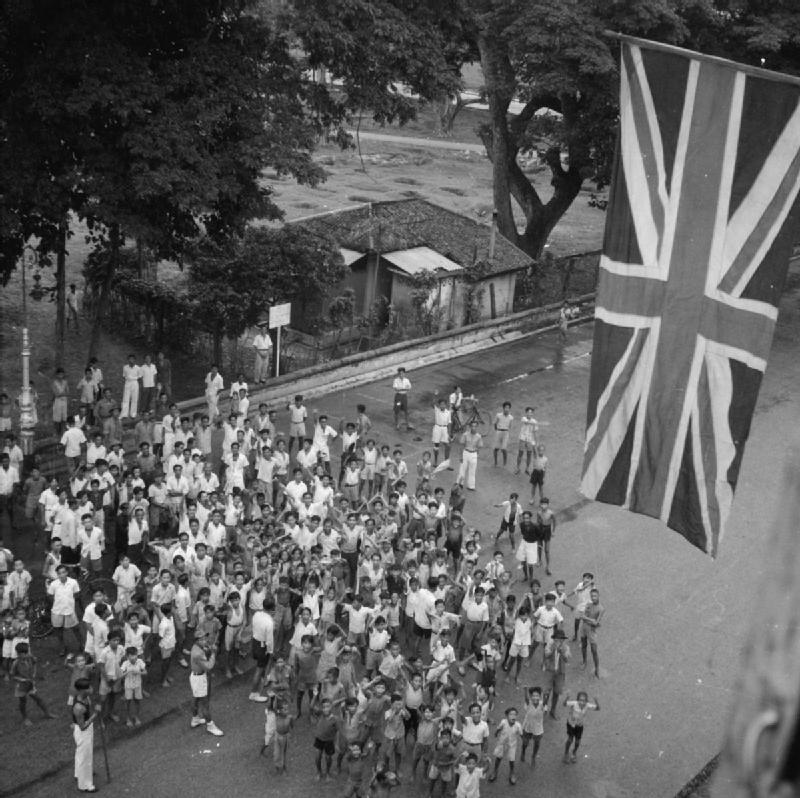
Des écoliers enthousiastes saluent le retour de l'armée britannique, 5 septembre 1945.
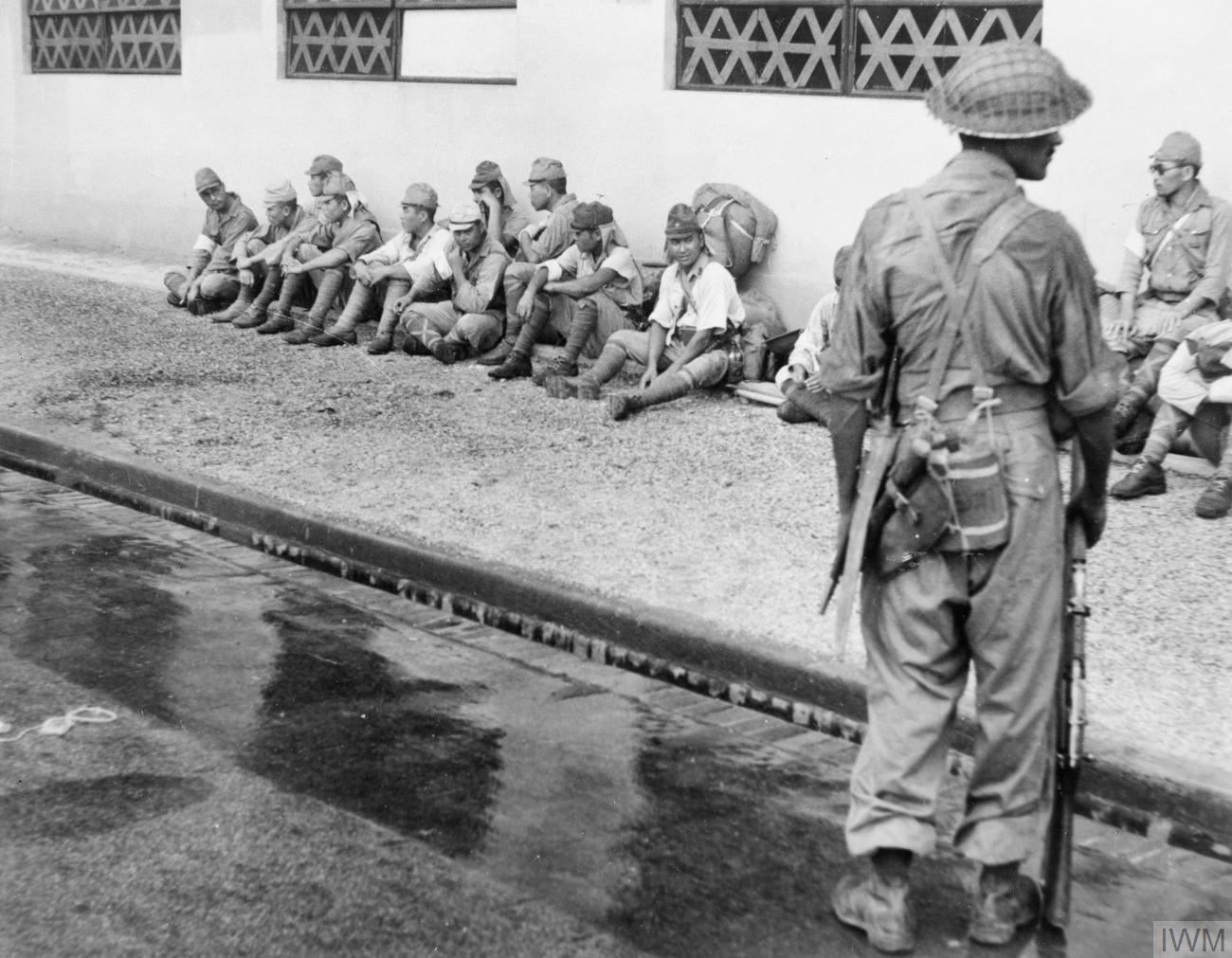
Un soldat de la 5e division indienne surveille des prisonniers de guerre japonais.
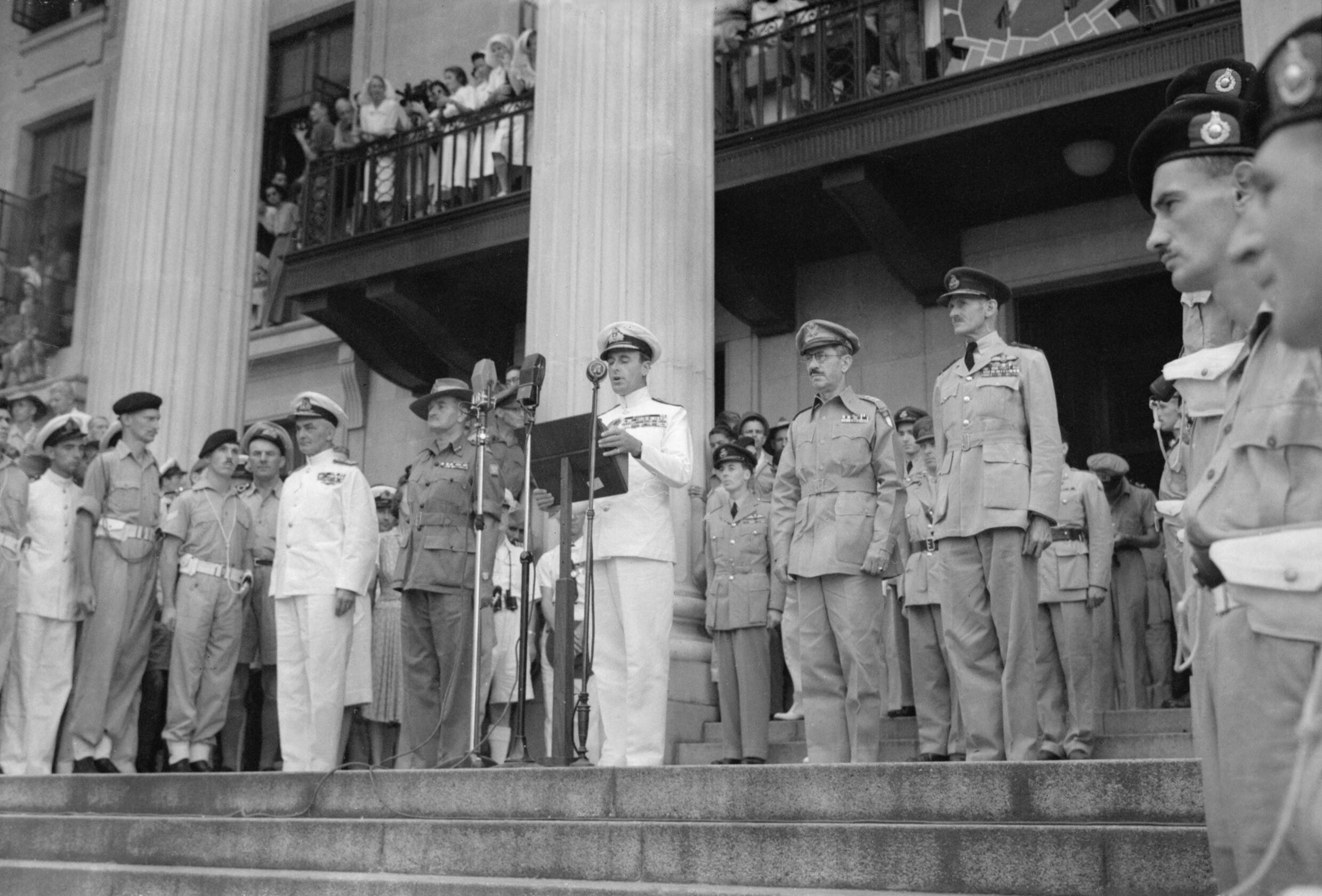
Mountbatten prononce une allocution publique à Singapour lors de la reddition.
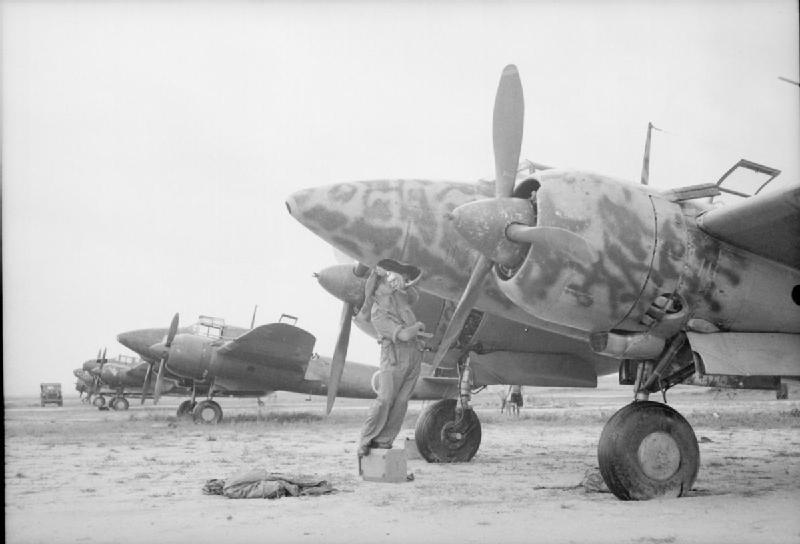
Des chasseurs Kawasaki Ki-45 japonais abandonnés capturés à l'aérodrome de Kallang.
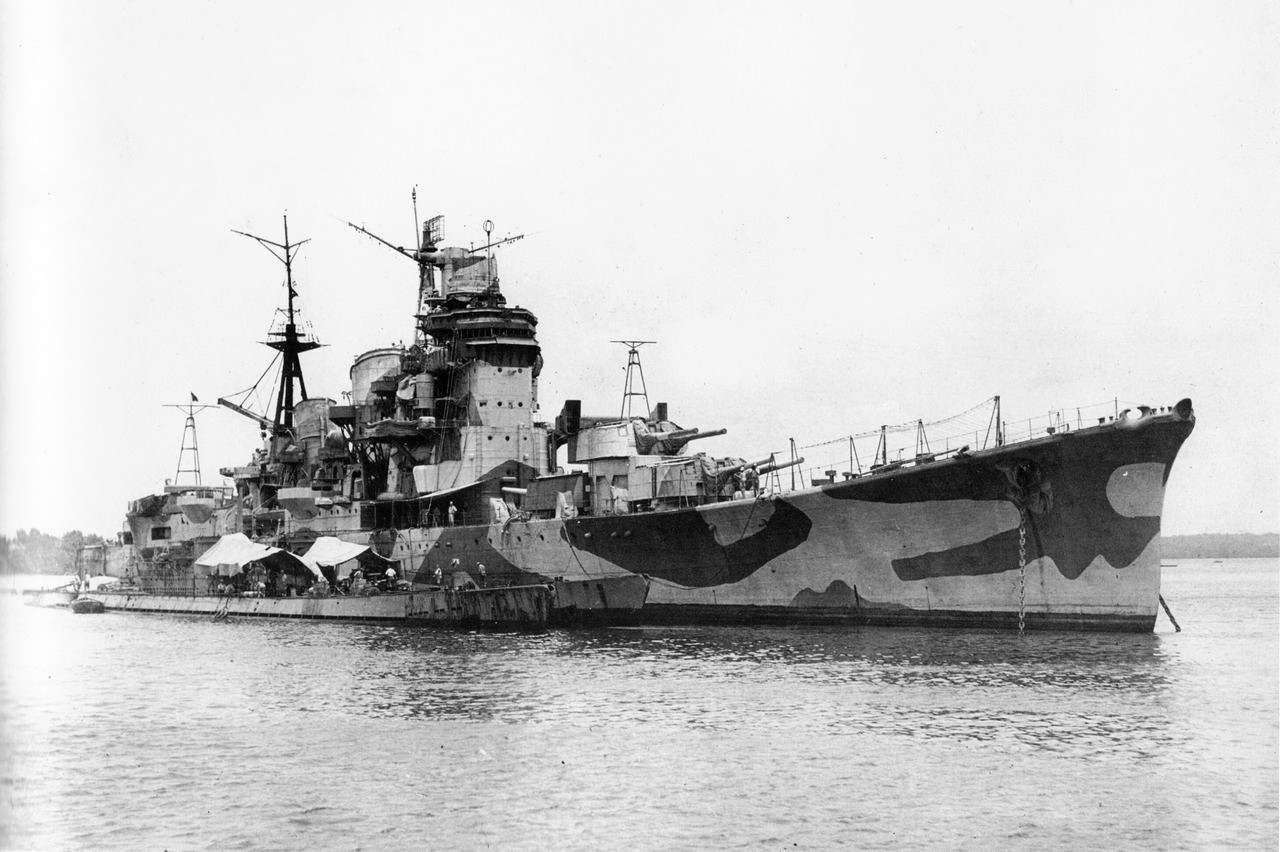
Reddition du croiseur japonais Myōkō amarré à Seletar aux côtés des sous-marins I-501 et I-502.
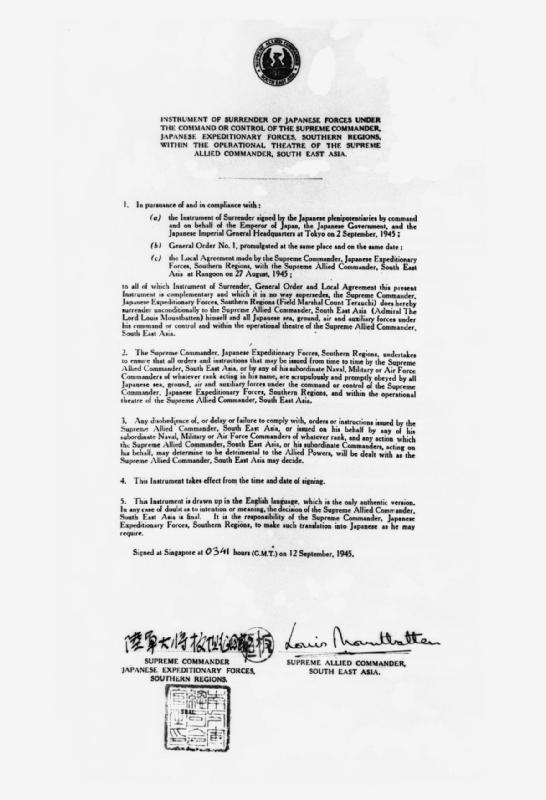
Feuille de reddition signé par l'amiral Lord Louis Mountbatten pour les Alliés et le général Itagaki pour les Japonais.
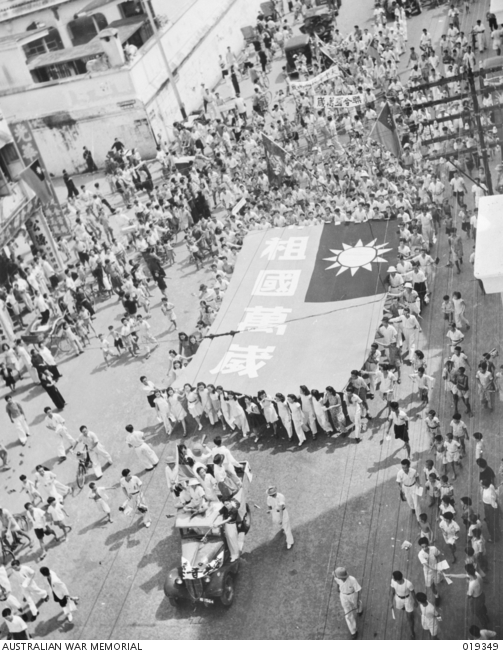
La communauté chinoise organise des célébrations préliminaires dans les rues de la ville, déployant des bannières de libération.
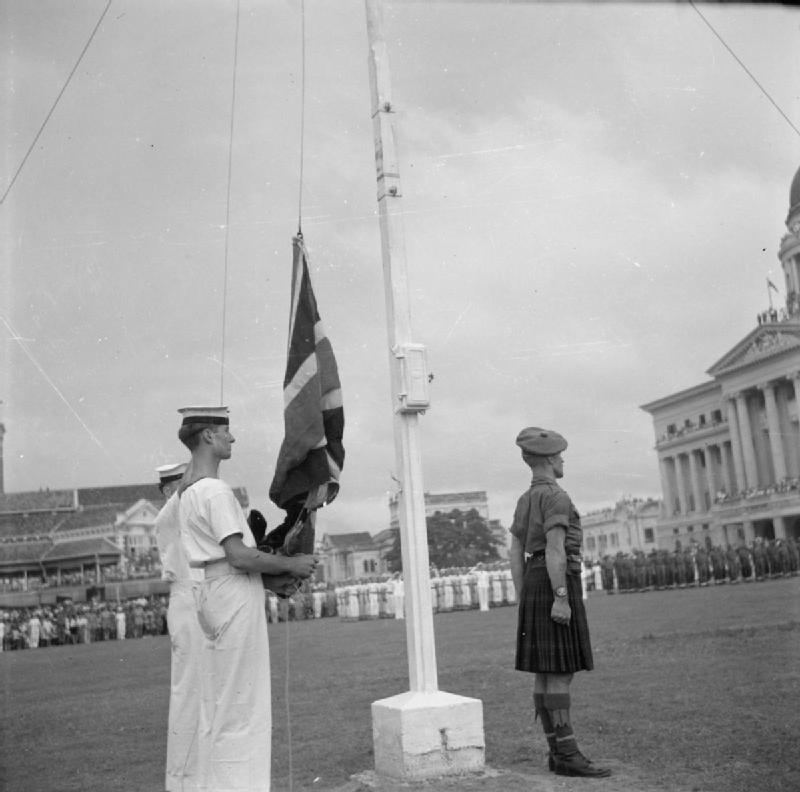
Le drapeau du Royaume-Uni est hissé lors de la reddition officielle de toutes les armées du sud japonais.
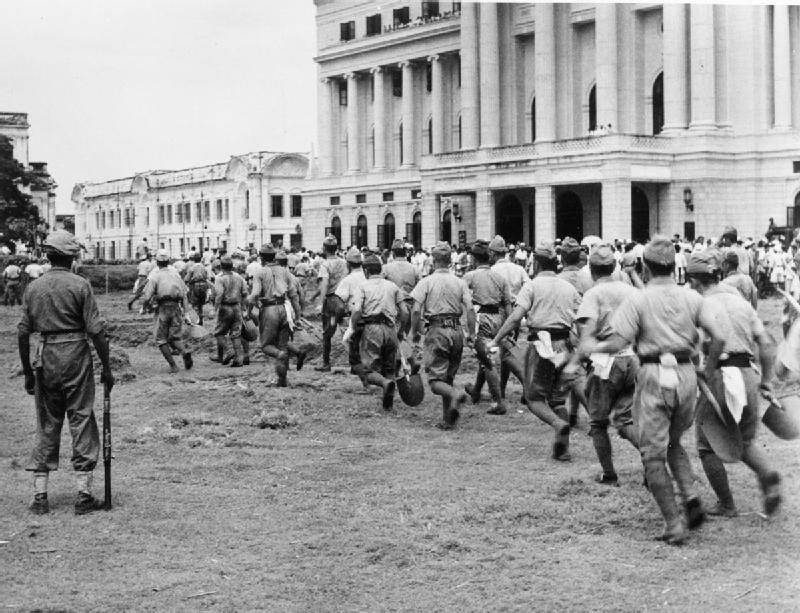
Les prisonniers de guerre japonais sont emmenés afin de nettoyer la ville.
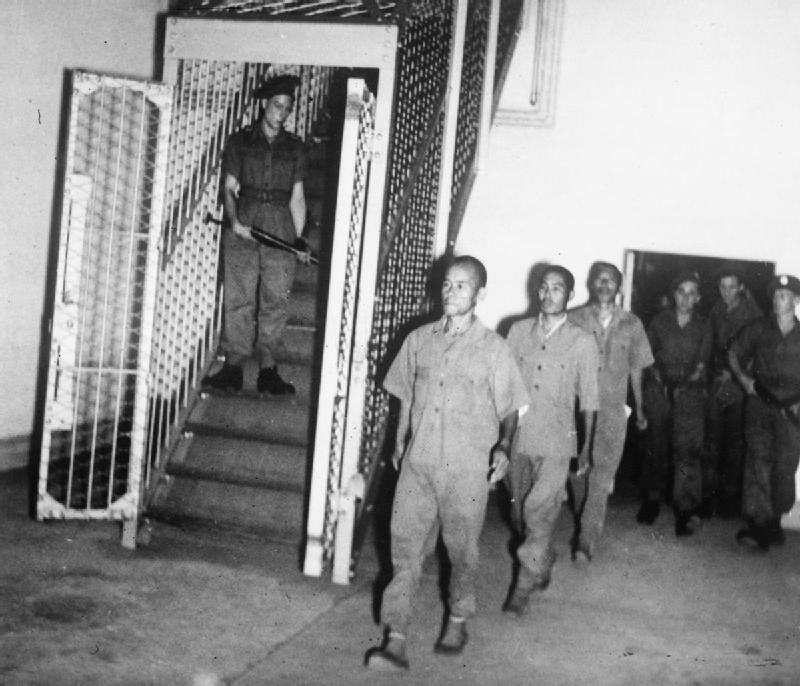
Trois des criminels de guerre japonais inculpés sont conduits dans leurs cellules sous la Cour suprême de Singapour.